# Éles sás

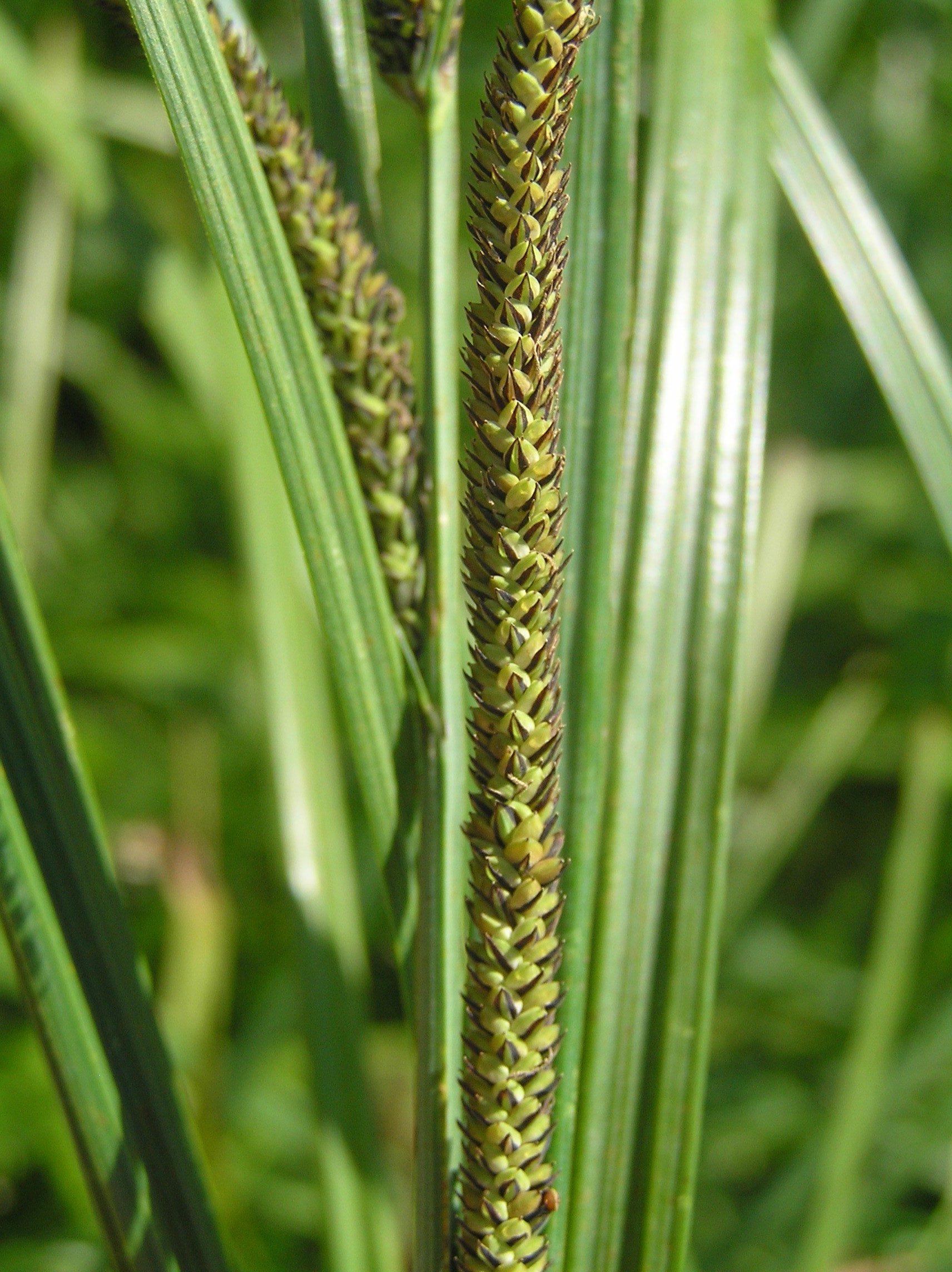
Virágzata

Az éles sás (Carex acuta) az egyszikűek (Liliopsida) osztályába sorolt perjevirágúak (Poales) rendjében a palkafélék (Cyperaceae) családjának egyik faja.

## Származása, elterjedése
Eurázsiai faj; a Nagyalföldön és a Magyar középhegységben tömeges, a Dunántúlon szórványos. A Mátrában megtalálhatóak állományai.

## Megjelenése, felépítése
Erőteljes, végig érdes és leveles szára 40–100 cm magas.
Hosszú tarackot növeszt.
Tőlevelei levélhüvelyből és lemezből állnak; szélük nem foszlik. Hosszú, fűzöld levelei 5–8 mm szélesek, a szélükön finom, felfelé álló fogacskákkal; idősebb korukban lehajlanak. A legalsó, murvásodó levél erőteljesen túlnövi a virágzatot. Virágzata 2–4 porzós és alattuk 2–5 karcsú, termős füzérkéből áll. A termős füzérkék több cm hosszúak, nyelesek, idősebb korukban bókolók. A tömlőnél többnyire hosszabb, hegyes pelyvák sötét vörösbarnák, olykor majdnem feketék, hátukon zöld középcsíkkal. A tömlő 2–3 mm hosszú, kerekded vagy tojásdad, minden oldalán 4-5 finom érrel, a csúcsán egészen rövid csőrrel. A termő kétbibés. A termés ovális, lapított.

## Életmódja, termőhelye
Sűrűn gyepes, évelő növény, a partszéli, legfeljebb 80 cm vízzel borított élőhelyekre jellemző éles sásos (Caricetum gracilis) növénytársulás karakterfaja. Kövér, humuszos öntés- és tőzegtalajon, a feltöltés korábbi stádiumainak maradványaként megtalálható ligeterdőkben és mocsárréteken is. A tápanyagokat 30–50 cm mélyről, az iszapból veszi fel. A lápréteken és árokszéleken kialakuló magassásos társulásainknak is az egyik leggyakoribb faja.
Zsombéklyai alatt sástőzeg (radicellatőzeg) képződik.
Május–július között virágzik.

## Felhasználása
A szárított sástőzeget régebben eltüzelték.
Élénkzöld levelei és vörösbarna virágzata miatt kertekbe is ültetik, főleg tavacskák szélére.